# Дандок
Дандок (енгл. Dundalk, ир. Dún Dealgan) је значајан град у Републици Ирској, у североисточном делу државе. Град је у саставу округа Лауд и представља његово седиште и највећи град.
Дандок је највеће насеље у Републици Ирској са статусом (малог) града. Овде се налази ФК Дандалк.

## Природни услови
Град Дандок се налази у источном делу ирског острва и крајње североисточном делу Републике Ирске, близу границе са Уједињеним Краљевством (тј. Северном Ирском) - 5 километара северно од града. Округ припада покрајини Ленстер. Град је удаљен 80 километара северно од Даблина, на најважнијем путу на острву, између Даблина и Белфаста. 
Рељеф: Дандок је смештен у приобалном подручју источне Ирске. Град се развио на ушћу реке Каслтаун. Надморска висина средишњег дела града је око 6 метара. Подручје око града је равничарско.
Клима: Клима у Дандоку је умерено континентална са изразитим утицајем Атлантика и Голфске струје. Стога град одликује блага и веома променљива клима.
Воде: Дандок се налази на реци Каслтаун, која дели град на јужни и северни део. Река се километар низводно улива естуарски у Ирско море.

## Историја
Подручје Дандока било насељено већ у време праисторије. Дато подручје је освојено од стране енглеских Нормана 1169. г. Већ 1185. године спомиње се насеље на датом месту, које већ 1189. г. добија градска права.
Током 16. и 17. века Дандок је учествовао у бурним временима око борби за власт над Енглеском. Ово је оштетило градску привреду. Међутим, привреда се опоравља у другој половини 19. века са градњом железничке пруге Даблин-Белфаст.
Дандок је од 1921. г. у саставу Републике Ирске као погранично место. Опоравак града започео је тек последњих деценија, када је Дандок поново забележио нагли развој и раст.

## Становништво
Према последњим проценама из 2011. г. Дандок је имао око 27 хиљада становника у граду и преко 32 хиљада у широј градској зони. Последњих година број становника у граду се нагло повећава.

## Привреда
Дандок је био традиционално индустријско и трговачко средиште, а са положајем на граници ојачала је и улога трговине и складиштења. Последњих деценија градска привреда се махом заснива на пословању, трговини и услугама. Такође, последњих година лучне делатности поново постају све важнија делатност у граду.

## Збирка слика
- Нова пословна зона Дандока
- Црква св. Патрика
- Градско приобаље
- Савремене зграде у пословној зони Дандока